# 岩崎誠
岩崎 誠（いわさき まこと、1964年1月15日 - ）は、日本の制御工学者。名古屋工業大学教授。文部科学大臣表彰科学技術賞等受賞。

## 人物・経歴
名古屋出身。1982年名古屋市立菊里高等学校卒業。1986年名古屋工業大学工学部電気工学科卒業。1988年名古屋工業大学大学院工学研究科電気情報工学専攻博士前期課程修了、工学修士。1991年名古屋工業大学大学院工学研究科電気情報工学専攻博士後期課程修了、工学博士、名古屋工業大学電気情報工学科助手。1997年文部省在外研究員（ケムニッツ工科大学、ミュンヘン工科大学）。2000年名古屋工業大学電気情報工学科助教授。2002年文部科学省在外研究員（ケムニッツ工科大学）。2003年名古屋工業大学大学院情報工学専攻助教授。2005年文部科学省研究振興局学術調査官。2009年名古屋工業大学大学院情報工学専攻教授。2010年名古屋工業大学大学院情報工学専攻専攻長。2014年名古屋工業大学電気電子工学教育類教育類長。2016年名古屋工業大学大学院電気・機械工学専攻専攻長。2017年名古屋工業大学学長特別補佐。2020年日本学術会議連携会員。

## 受賞・栄典
- ACC Best Presentation Award 1999年[1]
- IEEE/IES IECON'01 Best Presentation Award 2001年[1]
- 計測自動制御学会中部支部研究賞 2004年[1]
- 電気学会産業応用部門部門活動功労賞 2008年[1]
- 電気学会産業応用部門部門論文賞 2010年[1]
- ファナックFAロボット財団論文賞 2011年[1]
- 電気科学技術奨励賞 2011年[1]
- 電気学会電気学術振興賞 論文賞 2013年[1]
- 電気学会優秀技術活動賞 技術報告賞 2014年[1]
- IEEE Fellow 2015年[1]
- 永井科学技術財団学術賞 2015年[1]
- 電気学会産業応用部門部門活動功労賞 2016年[1]
- 電気学術振興賞 進歩賞 2017年[1]
- 永守財団永守賞 2017年[1]
- 市村産業賞功績賞 2018年[1]
- 精密工学会技術賞 2018年[1]
- 科学技術分野の文部科学大臣表彰科学技術賞（開発部門） 2019年[1]
- 電気学会フェロー 2021年[1]